# Danuta Dudzińska-Wieczorek
Danuta Dudzińska-Wieczorek (ur. 14 października 1966 roku w Zduńskiej Woli) – polska śpiewaczka operowa.

## Życiorys
Wychowała się w rodzinnej Zduńskiej Woli, gdzie od dziecka kształciła się w kierunku muzycznym. Uczęszczała do I Liceum Ogólnokształcącego oraz równocześnie do Państwowej Szkoły Muzycznej I i II stopnia. W roku 1992 ukończyła z wyróżnieniem studia w Akademii Muzycznej w Łodzi na Wydziale Wokalno-Aktorskim w klasie śpiewu prof. Grażyny Krajewskiej-Ambroziak. W tym samym czasie otrzymała I wyróżnienie oraz nagrodę specjalną za wykonanie utworu kompozytora polskiego w Dusznikach Zdroju. Rok później zdobyła wyróżnienie na V Międzynarodowym Konkursie Sztuki Wokalnej im. Ady Sari w Nowym Sączu.
Wraz z pianistką Bogną Dulińską nagrała płytę "Arie i pieśni", która została wydana w 2005 roku przez Polski Instytut Muzyczny z okazji 60-lecia jego powstania.
Od 2006 roku jest pedagogiem śpiewu w ZSM im. St. Moniuszki w Łodzi, a od 2007 wykładowcą w Akademii Muzycznej w Łodzi. W styczniu 2013 roku uzyskała stopień doktora sztuki muzycznej i prowadzi swoją klasę, odnosząc sukcesy pedagogiczne na licznych konkursach wokalnych.
W 2002 roku otrzymała Dyplom Uznania od Ministra Kultury i Sztuki za rozpowszechnianie sztuki wokalnej, a w 2016 została wyróżniona przez prezydenta Andrzeja Dudę srebrnym Medalem za Długoletnią Służbę.